# Pyrolaceae
Pyrolaceae ahora incluida en la familia Ericaceae es una familia de hierbas perennes, a veces saprofíticas. Con hojas generalmente verdes, simples, en roseta, a veces alternas u opuestas, en ocasiones reducidas a escamas. Dotadas de flores hermafroditas, actinomorfas, pentámeras, dialipétalas a ligeramente simpétalas en la base, diplostemonas, con dos verticilos de estambres con las ant. sin apéndices, hipóginas, generalmente solitarias (Moneses uniflora) o en racimos (Orthilia secunda), generalmente sunidas. Frutos en cápsula loculicida. Se conocen unas 35 especies, en las regiones templadas y frías del Hemisferio Norte.
Moneses
Moneses uniflora (L.) A. Gray
Monotropa
Monotropa hypopitys' L., parásita con pérdida de clorofila.
Orthilia
Orthilia secunda (L.) House
Pyrola pírola
Pyrola chlorantha Swart,
Pyrola minor L.,
Pyrola rotundifolia L.